# Covestro
Covestro AG es una empresa cotizada alemana con sede en Leverkusen especializada en la fabricación de productos químicos de aislamiento térmico y plásticos de policarbonato. La compañía tuvo su origen en el año 2015 como spin off de la antigua división de plásticos de Bayer AG, que anteriormente operaba bajo el nombre de Bayer MaterialScience. En 2019, la compañía generó ventas anuales de 12,4 miles de millones, y un beneficio (EBITDA) de 1,6 miles de millones de euros.

## Historia

### Antecedentes y OPV

Logotipo de Bayer MaterialScience AG

A principios de 2004 se llevó a cabo una importante reestructuración dentro del Grupo Bayer que condujo a que se reorganizará la gama de productos de la empresa Bayer Polymers AG. Parte de su gama de productos, incluidas sus instalaciones de producción, fueron transferidas a la recién fundada empresa Lanxess, que hoy opera en el mercado como una empresa independiente. La otra parte permaneció dentro del Grupo Bayer y se convirtió en la compañía Bayer MaterialScience AG. 
En septiembre de 2014 Bayer anunció el spin off de la compañía, así como su salida en bolsa. El cambio de nombre tuvo lugar el 1 de septiembre de 2015. El nombre Covestro está compuesto por las sílabas de las palabras en inglés collaboration (colaboración), invest (invertir) y strong (fuerte).

### OPV
El 18 de septiembre de 2015 Bayer anunció que el período de suscripción de las acciones se extendería desde el 21 de septiembre de 2015 hasta el 1 de octubre de 2015. Sin embargo el primero de octubre de 2015 Covestro aplazó su oferta pública de venta hasta el 6 de octubre de 2015.
La empresa fue incluida en el índice de acciones MDAX con efecto a partir del 21 de diciembre de 2015. El 1 de abril de 2016, las acciones de Covestro se incluyeron en el STOXX Europe 600.  
Debido su crecimiento Covestro ascendió al índice para acciones de mayor capitalización alemán DAX con efecto a partir del 19 de marzo de 2018. Gracias a su ascenso al DAX y su relativamente alta rentabilidad por dividendo, las acciones de la compañía también se incluyeron en el DivDAX con efecto a partir del 24 de septiembre de 2018. 

### Estructura del accionista

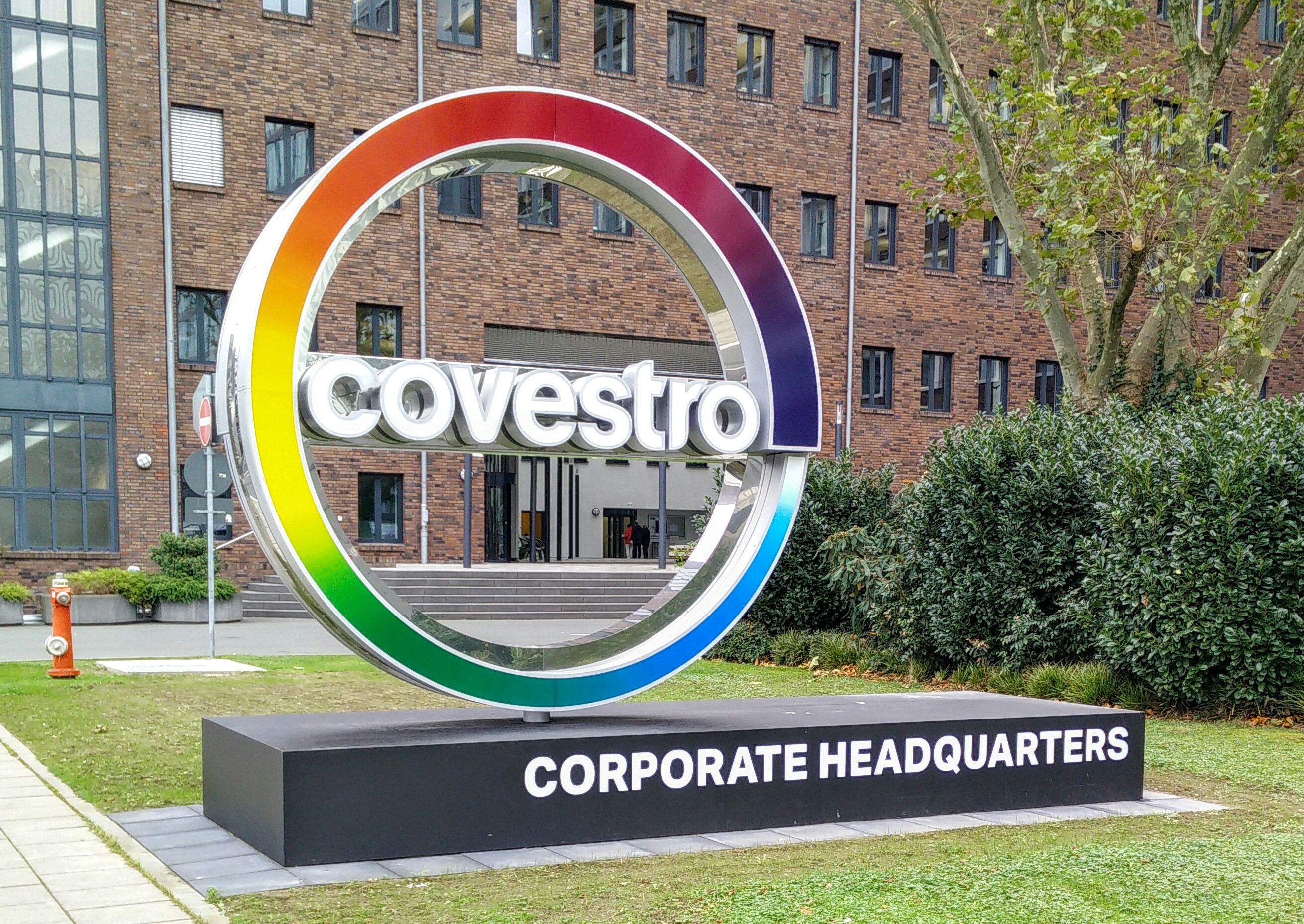
El logotipo frente a la sede corporativa de Covestro en Leverkusen.

El capital social de la empresa está dividido en 183 millones de acciones al portador. Bayer AG ha reducido su participación en Covestro por etapas desde que se emitieron las acciones en septiembre de 2015.  
En la tabla que figura a continuación se indican los accionistas cuyas tenencias superan los umbrales de notificación: 
| Proporción (porcentaje) | Accionista                                                   |
| ----------------------- | ------------------------------------------------------------ |
| 6.81                    | Bayer AG                                                     |
| 5.10                    | BlackRock                                                    |
| 5.30                    | Norges Bank (para el Fondo de Pensiones del Estado Noruego ) |

(Actualizado: 11 de marzo de 2020)